# The Walking Dead (gra komputerowa)
The Walking Dead – komputerowa gra przygodowa typu „wskaż i kliknij” wyprodukowana i wydana w pięciu odcinkach przez Telltale Games na platformach Microsoft Windows, macOS, PlayStation 3, Xbox 360, iOS i Android. Gra osadzona jest w uniwersum wymyślonym przez Roberta Kirkmana i Tony’ego Moore’a oraz ukazanym w serii czarno-białych komiksów Żywe trupy.
Telltale Games sprzedało 8,5 miliona odcinków na wszystkich platformach. 25% wszystkich obrotów odnotowano na urządzeniach mobilnych z systemem iOS.
W 2013 i 2014 wydano pięć odcinków drugiego sezonu The Walking Dead. W grudniu 2016 roku premierę miał trzeci sezon z podtytułem A New Frontier, zaś w sierpniu 2018 roku wydano czwarty sezon z podtytułem The Final Season.

## Opis fabuły
Historia przedstawiona jest z perspektywy Lee Everetta, człowieka, który – gdyby nie apokalipsa – trafiłby do więzienia. Już w pierwszych dniach po końcu znanego mu dotychczas świata spotyka on dziewczynkę o imieniu Clementine, której rodzice prawdopodobnie zginęli. Historia toczy się właśnie wokół tej dwójki, a także grup, do których trafiają. Bohaterowie gry zmuszeni są do przeżycia w świecie opanowanym przez żywe trupy, gdzie jednak, jak się okazuje, największym zagrożeniem nie są martwi, lecz żywi.

## Rozgrywka
The Walking Dead jest komputerową grą przygodową typu point-and-click. Gracz obserwuje rozgrywkę z perspektywy trzeciej osoby. Produkcja zawiera elementy komputerowych gier fabularnych, a największy nacisk twórcy położyli na rozmowy i relacje między bohaterami. Inną nietypową cechą jest znaczne ograniczenie ilości zagadek i wprowadzenie do gatunku sekcji zręcznościowych, w których o powodzeniu decyduje szybkość klikania lub zaliczanie quick time eventów. Podczas konwersacji gracz dokonuje wielu wyborów, które mają wpływ na rozwój fabuły. Czas na wybranie kwestii dialogowej jest ograniczony, dzięki czemu gracz nie ma czasu na przemyślenie swojej decyzji i działa pod ciągłą presją.

## Produkcja
W styczniu 2011 studio Telltale Games wysyłało zaproszenia na specjalną imprezę organizowaną 17 lutego 2011 w San Francisco. Producent miał na niej ogłosić pięć nieujawnionych do tej pory, multiplatformowych projektów. W zaproszeniu zdradzono tylko, że jedna z gier bazuje na stosunkowo nowym serialu telewizyjnym oraz popularnym komiksie. Internauci wysnuli wniosek, że gra może nawiązywać do serialu Żywe trupy, stanowiącego adaptację komiksu o tym samym tytule. W lutym domysły graczy okazały się trafne i projekt został oficjalnie zapowiedziany. W czerwcu 2011 ogłoszono, że The Walking Dead będzie oparte na serii komiksowej, a nie serialu telewizyjnym.
W lutym 2012 producent zapowiedział, że planuje wydać pięć odcinków The Walking Dead – każdy z nich miał oferować około dwóch godzin rozgrywki. Ponadto pomiędzy premierami kolejnych epizodów miała następować miesięczna przerwa. Studio ogłosiło także, że gra będzie ich pierwszą produkcją, w której decyzje podejmowane przez graczy wpłyną na doświadczenie płynące z rozgrywki. Wybory z każdego odcinka miały wpływać na fabułę w późniejszych odsłonach historii. W marcu twórcy ujawnili, że gra trafi na komputery z systemami Microsoft Windows i Mac OS, na konsole PlayStation 3 i Xbox 360 oraz urządzenia mobilne działające pod kontrolą systemu operacyjnego iOS. Od kwietnia 2014 jest również dostępna na platformie Android.

## The Walking Dead: 400 Days
The Walking Dead: 400 Days to dodatek DLC opowiadający o pierwszych 400 dniach od wybuchu epidemii, która przeobraziła większość ludzkiej populacji w zombie. Został wydany 3 lipca 2013 roku.

## Sequele
17 grudnia 2013 zadebiutował pierwszy odcinek drugiego sezonu gry The Walking Dead. Premiery pozostałych odcinków odbyły się w 2014. Gracz wciela się w towarzyszkę głównego bohatera pierwszego sezonu – Clementine. W grudniu 2016 roku premierę miał trzeci sezon z podtytułem A New Frontier, w którym gracz wciela się w Javiera Garcię, zaś w sierpniu 2018 roku wydano czwarty sezon z podtytułem The Final Season – w nim gracz ponownie wciela się w Clementine.

## Odbiór gry
| Gra                             | Metacritic                 |
| ------------------------------- | -------------------------- |
| Episode 1 – A New Day           | (PS3) 84 (PC) 82 (X360) 79 |
| Episode 2 – Starved for Help    | (PC) 84 (X360) 84 (PS3) 84 |
| Episode 3 – Long Road Ahead     | (X360) 88 (PS3) 87 (PC) 85 |
| Episode 4 – Around Every Corner | (X360) 82 (PS3) 81 (PC) 80 |
| Episode 5 – No Time Left        | (PC) 89 (X360) 89 (PS3) 88 |

The Walking Dead zostało ciepło przyjęte zarówno przez krytyków, jak i graczy. Średnia ocen w agregatorach GameRankings i Metacritic poszczególnych odcinków wahała się od 79/100 do prawie 95/100. Ponadto gra zdobyła ponad 80 tytułów Game of the Year (gra roku).